# Phlomis cashmirica
Phlomis cashmirica là một loài thực vật có hoa trong họ Hoa môi. Loài này được Wells miêu tả khoa học đầu tiên năm 1935.